# 小行星9399
小行星9399（英語：9399 Pesch）是一颗围绕太阳公转的小行星。1994年9月29日，太空监视在基特峰发现了此天体。
这颗小行星的绝对星等为287.7272656586352等。